# Janá Adaulá
Janá Adaulá (Janah ad-Dawla) foi um emir seljúcida de Homs durante a Primeira Cruzada. Era atabegue de Raduano que tomou controle de Alepo após a morte de seu pai Tutuxe I em 1095. Raduano, por sua vez, era seu afilhado através de seu casamento com a mãe dele.  Em 1098, foi um dos que atenderam ao pedido de ajuda de Iagui Siã de Antioquia com o avanço cristão da Primeira Cruzada. Em 1102, o cruzado Raimundo IV (r. 1102–1105) marchou a Trípoli com o intuito de capturá-la. Raduano enviou pedido de ajuda a Janá, que respondeu enviando milhares de cavaleiros. Na batalha que se seguiu, foram severamente derrotados pela pequena força cruzada de não mais do que 300 homens.
Um pouco depois, Janá rachou com Raduano e tornar-se-ia virtualmente independente. Em 1102 ou 1103, Raduano marchou um exército à região de Sarmim, enquanto Janá tomou a fortaleza de Asfouna, perto de Maarate Anumane, e matou todos os cruzados dali. Então, derrotou Raduano em combate e tomou as colheiras de Maarate Anumane, Cafartabe e Sarmim. Em 1103, Raimundo sitiou a Fortaleza dos Cavaleiros, que pertencia aos domínios de Janá. Temendo perdê-la, bem como os fortes de Bucaia e Tubã, preparou seu exército para resgatá-las. No entanto, foi morto na Mesquita de Homs por três Assassinos de Aláqueme Almunajim, possivelmente instigado por Raduano.